# Ococh
Ococh är en ort i Mexiko.   Den ligger i kommunen Tenejapa och delstaten Chiapas, i den sydöstra delen av landet, 800 km öster om huvudstaden Mexico City. Ococh ligger 1 943 meter över havet och antalet invånare är 1 187.
Terrängen runt Ococh är bergig. Runt Ococh är det ganska tätbefolkat, med 155 invånare per kvadratkilometer. Närmaste större samhälle är Yoshib, 3,2 km öster om Ococh. I omgivningarna runt Ococh växer i huvudsak städsegrön lövskog.